# Cordylanthus eremicus
Cordylanthus eremicus là loài thực vật có hoa thuộc họ Cỏ chổi. Loài này được (Coville & Morton) Munz mô tả khoa học đầu tiên năm 1935.